# Niedersachsenpokal 2018/19
Der Niedersachsenpokal 2018/19 war die 63. Austragung des niedersächsischen Fußball-Verbandspokals der Männer. Zwei Mannschaften qualifizierten sich in getrennten Wettbewerben für die erste Hauptrunde im DFB-Pokal 2019/20, da Niedersachsen zu den drei Landesverbänden mit den meisten Herrenmannschaften im Spielbetrieb gehört und somit zwei Mannschaften in den Vereinspokal entsenden darf. Hätte sich einer der beiden Sieger über die Ligaplatzierung für den DFB-Pokal qualifiziert, wäre der unterlegene Finalist nachgerückt. Pokalsieger wurden die SV Drochtersen/Assel und der SV Atlas Delmenhorst.

## Spielmodus
Zur Saison 2018/19 trat ein neuer Modus in Kraft. Es wurden zwei separate Wettbewerbe ausgespielt. Im einen traten niedersächsische Mannschaften der Drittligasaison 2018/19 sowie der Regionalliga Nord 2018/19 an. Im anderen Wettbewerb traten die Mannschaften der Oberliga Niedersachsen 2018/19 sowie die vier Bezirkspokalsieger an. Zweite Mannschaften waren nicht teilnahmeberechtigt. Gespielt wurde jeweils im K.-o.-System. Nach Ablauf der regulären Spielzeit wurden unentschiedene Spiele nicht um zweimal 15 Minuten verlängert, sondern umgehend per Elfmeterschießen entschieden. Ein Endspiel zwischen den Siegern der beiden Wettbewerbsbäume war nicht vorgesehen. Klassenniedrigere Mannschaften hatten Heimrecht.

## Teilnehmende Mannschaften

### 3. Liga und Regionalliga
Die Mannschaften in der linken Spalte spielten in der 3. Liga, alle übrigen Mannschaften in der Regionalliga.
| - Eintracht Braunschweig - SV Meppen - VfL Osnabrück | - SV Drochtersen/Assel (Titelverteidiger) - 1. FC Germania Egestorf/Langreder - TSV Havelse - SSV Jeddeloh | - Lüneburger SK Hansa - VfB Oldenburg - VfL Oldenburg - BSV Rehden - Lupo Martini Wolfsburg |

### Amateure
Die Mannschaften in den ersten drei Spalten spielten in der Oberliga Niedersachsen. Die Mannschaften aus der rechten Spalte waren die Bezirkspokalsieger.
| - TuS Bersenbrück - BV Cloppenburg - SV Atlas Delmenhorst - MTV Gifhorn - FC Hagen/Uthlede | - SV Arminia Hannover - Hannoverscher SC - Heeslinger SC - VfV 06 Hildesheim - Eintracht Northeim | - VfL Oythe - SC Spelle-Venhaus - TB Uphusen - MTV Wolfenbüttel - 1. FC Wunstorf | - SSV Kästorf - SV Lachem-Haverbeck - Blau-Weiß Lohne - TV Jahn Schneverdingen |

## Terminplanung
Die Halbfinal- und Finalspiele des diesjährigen Niedersachsenpokals wurden an folgenden Terminen ausgetragen:
- Halbfinale: 22. April 2019
- Finale: 25. Mai 2019

## Wettbewerb 3. Liga / Regionalliga

### Qualifikation
Die beiden Vorjahresfinalisten SV Drochtersen/Assel und SSV Jeddeloh erhielten vorab ein Freilos. Der 1. FC Germania Egestorf/Langreder und der BSV Rehden erhielten per Losentscheid ein Freilos.
| Datum                      |                          | Ergebnis |                              |
| -------------------------- | ------------------------ | -------- | ---------------------------- |
| 8. August 2018, 19:00 Uhr  | TSV Havelse (IV)         | 4:0      | Lupo Martini Wolfsburg (IV)  |
| 14. August 2018, 18:30 Uhr | VfB Oldenburg (IV)       | 0:1      | SV Meppen (III)              |
| 15. August 2018, 18:30 Uhr | Lüneburger SK Hansa (IV) | 0:1      | Eintracht Braunschweig (III) |
| 15. August 2018, 19:00 Uhr | VfL Oldenburg (IV)       | 0:2      | VfL Osnabrück (III)          |

### Viertelfinale
| Datum                       |                           | Ergebnis        |                                        |
| --------------------------- | ------------------------- | --------------- | -------------------------------------- |
| 3. Oktober 2018, 15:00 Uhr  | SV Drochtersen/Assel (IV) | 0:0 (5:4 i. E.) | Eintracht Braunschweig (III)           |
| 3. Oktober 2018, 15:00 Uhr  | BSV Rehden (IV)           | 0:5             | VfL Osnabrück (III)                    |
| 3. Oktober 2018, 18:00 Uhr  | TSV Havelse (IV)          | 1:1 (4:3 i. E.) | 1. FC Germania Egestorf/Langreder (IV) |
| 31. Oktober 2018, 15:00 Uhr | SSV Jeddeloh (IV)         | 1:4             | SV Meppen (III)                        |

### Halbfinale
| Datum                     |                           | Ergebnis |                     |
| ------------------------- | ------------------------- | -------- | ------------------- |
| 24. April 2019, 19:00 Uhr | TSV Havelse (IV)          | 0:2      | SV Meppen (III)     |
| 24. April 2019, 19:00 Uhr | SV Drochtersen/Assel (IV) | 2:1      | VfL Osnabrück (III) |

### Finale
| SV Drochtersen/Assel                            | SV Drochtersen/Assel | SV Meppen | SV Meppen |
| ----------------------------------------------- | --- | --- | --------- |
| SV Drochtersen/Assel                            | \| 22. Mai 2019 in Drochtersen (Kehdinger Stadion) \| \| Ergebnis: 1:0 (0:0) \| \| Zuschauer: 3.000 \| \| Schiedsrichter: Franz Bokop, Vechta \| \| Spielbericht \|                                                                                | \| 22. Mai 2019 in Drochtersen (Kehdinger Stadion) \| \| Ergebnis: 1:0 (0:0) \| \| Zuschauer: 3.000 \| \| Schiedsrichter: Franz Bokop, Vechta \| \| Spielbericht \|                                                                                 | SV Meppen |
| SV Drochtersen/Assel                            | Patrick Siefkes – Meikel Klee, Sören Behrmann, Dimitri Fiks, Jannes Elfers (70. Marco Schuhmann) – Marcel Andrijanic (83. Liam Giwah), Nico von der Reith, Oliver Ioannou – Florian Nägel (76. Sung-Hyun Jung), Jan-Ove Edeling, Alexander Neumann | Erik Domaschke – Janik Jesgarzewski, Marco Komenda (82. Max Kremer), Steffen Puttkammer, Hassan Amin – Markus Ballmert, Thilo Leugers (63. Luka Tankulic) – Marius Kleinsorge (63. Deniz Undav), Marcus Piossek – Nico Granatowski, Nick Proschwitz | SV Meppen |
| SV Drochtersen/Assel                            | 1:0 Neumann (77.) | | SV Meppen |
| SV Drochtersen/Assel                            | Granatowski (33.), Leugers (51.), Komenda (62.) | | SV Meppen |
| 22. Mai 2019 in Drochtersen (Kehdinger Stadion) | | |           |
| Ergebnis: 1:0 (0:0)                             | | |           |
| Zuschauer: 3.000                                | | |           |
| Schiedsrichter: Franz Bokop, Vechta             | | |           |
| Spielbericht                                    | | |           |

## Wettbewerb Amateure

### Qualifikation
13 Mannschaften erhielten ein Freilos.
| Datum                    |                             | Ergebnis        |                         |
| ------------------------ | --------------------------- | --------------- | ----------------------- |
| 29. Juli 2018, 15:00 Uhr | VfL Oythe (V)               | 1:4             | TuS Bersenbrück (V)     |
| 29. Juli 2018, 15:00 Uhr | TV Jahn Schneverdingen (VI) | 1:1 (3:4 i. E.) | FC Hagen/Uthlede (V)    |
| 29. Juli 2018, 15:00 Uhr | Eintracht Northeim (V)      | 2:2 (5:4 i. E.) | SV Arminia Hannover (V) |

### Achtelfinale
| Datum                     |                        | Ergebnis        |                          |
| ------------------------- | ---------------------- | --------------- | ------------------------ |
| 4. August 2018, 16:00 Uhr | BV Cloppenburg (V)     | 1:2             | Heeslinger SC (V)        |
| 4. August 2018, 16:00 Uhr | 1. FC Wunstorf (V)     | 5:3             | TB Uphusen (V)           |
| 5. August 2018, 15:00 Uhr | Blau-Weiß Lohne (VI)   | 1:3             | SV Atlas Delmenhorst (V) |
| 5. August 2018, 15:00 Uhr | SV Lachem-Haverbeck    | 2:6             | FC Hagen/Uthlede (V)     |
| 5. August 2018, 15:00 Uhr | SSV Kästorf            | 2:3             | MTV Wolfenbüttel (V)     |
| 5. August 2018, 15:00 Uhr | Eintracht Northeim (V) | 3:1             | Hannoverscher SC (V)     |
| 5. August 2018, 15:00 Uhr | MTV Gifhorn (V)        | 0:1             | VfV 06 Hildesheim (V)    |
| 7. August 2018, 19:15 Uhr | TuS Bersenbrück (V)    | 0:0 (4:3 i. E.) | SC Spelle-Venhaus (V)    |

### Viertelfinale
| Datum                      |                          | Ergebnis |                        |
| -------------------------- | ------------------------ | -------- | ---------------------- |
| 3. Oktober 2018, 15:00 Uhr | MTV Wolfenbüttel (V)     | 0:3      | Eintracht Northeim (V) |
| 3. Oktober 2018, 15:00 Uhr | 1. FC Wunstorf (V)       | 2:1      | VfV 06 Hildesheim (V)  |
| 3. Oktober 2018, 15:00 Uhr | SV Atlas Delmenhorst (V) | 4:0      | FC Hagen/Uthlede (V)   |
| 3. Oktober 2018, 15:00 Uhr | TuS Bersenbrück (V)      | 4:2      | Heeslinger SC (V)      |

### Halbfinale
| Datum                     |                          | Ergebnis        |                     |
| ------------------------- | ------------------------ | --------------- | ------------------- |
| 22. April 2019, 15:00 Uhr | Eintracht Northeim (V)   | 0:3             | TuS Bersenbrück (V) |
| 22. April 2019, 15:00 Uhr | SV Atlas Delmenhorst (V) | 0:0 (6:5 i. E.) | 1. FC Wunstorf (V)  |

### Finale
| TuS Bersenbrück                              | TuS Bersenbrück | SV Atlas Delmenhorst | SV Atlas Delmenhorst |
| -------------------------------------------- | --- | --- | -------------------- |
| TuS Bersenbrück                              | \| 25. Mai 2019 in Hannover (Eilenriedestadion) \| \| Ergebnis: 2:3 (0:2) \| \| Zuschauer: 1874 \| \| Schiedsrichter: Axel Martin (Schiffdorf) \| \| Spielbericht \| | \| 25. Mai 2019 in Hannover (Eilenriedestadion) \| \| Ergebnis: 2:3 (0:2) \| \| Zuschauer: 1874 \| \| Schiedsrichter: Axel Martin (Schiffdorf) \| \| Spielbericht \|                                                         | SV Atlas Delmenhorst |
| TuS Bersenbrück                              | Nils Böhmann – David Leinweber, Daniel Zimmermann (54. Bulani Malungu), Marc Flottemesch , Nicolas Eiter – Gerrit Menkhaus, Moritz Waldow (62. Niklas Oswald), Sandro Heskamp, Aaron Goldmann, Malik Urner – Max Tolischus (79. Amir Redzic) Cheftrainer: Farhat Dahech | Florian Urbainski – Karlis Plendiskis, Thomas Mutlu, Kevin Radke, Leon Lingerski (73. Marlo Siech) – Thade Hein (46. Stefan Bruns), Tom Schmidt, Nick Köster , Musa Karli (70. Marvin Osei), Patrick Degen – Marco Priessner | SV Atlas Delmenhorst |
| TuS Bersenbrück                              | 1:3 Goldmann (63.) 2:3 Goldmann (86.) | 0:1 Hein (12.) 0:2 Hein (40.) 0:3 Priessner (49.) | SV Atlas Delmenhorst |
| 25. Mai 2019 in Hannover (Eilenriedestadion) | | |                      |
| Ergebnis: 2:3 (0:2)                          | | |                      |
| Zuschauer: 1874                              | | |                      |
| Schiedsrichter: Axel Martin (Schiffdorf)     | | |                      |
| Spielbericht                                 | | |                      |